# قدور الصرارفي
قدور الصرارفي (1913 - 1977) من كبار الفنانين الذين أثروا المكتبة الموسيقية التونسية والعربية بعطاءاته الفنية التي امتدَّت على طول أكثر من أربعة عقود. وقد تتلمذ الصرارفي على يد أساتذة كبار مثل: رفائيل سترينو، ولوي فافا، وأندري هيدو. كما عمل مع عدّة فرق موسيقية تونسية منها: فرقة الهادي الجويني، الرشيدية، ومع صاحب فرقة شافية رشدي، وفتحية خيري، وعلي الرياحي، وفي عام 1942 انضم إلى فرقة شباب الفن، ثم، بعد ذلك، أسَّس فرقة الخضراء عام 1949 التي أشرف على قيادتها.
أنتج الصرارفي ما يقارب 250 لحناً من أغانٍ، وموسيقى آليّة وتصويرية، وأوبيرات. ولعل أشهر معزوفاته مقطوعة «فرحة». كما تعامل مع عدّة فنانين من تونس والجزائر وليبيا، إلى جانب تدريسه للموسيقى بالبلدان الثلاث الأخيرة. ومن الأغاني التي لَحَّنها والتي لا تزال راسخة في الذاكرة «ساق نجعك ساق» للمطربة صليحة و«لا نمثلك بالشمس ولا بالقمرة» من أداء الراحل مصطفى الشرفي، و«قولولها يا ناس» للفنانة عائشة، و«قلبي اللي هجرتو» للفنانة الراحلة علية.
أمينة الصرارفي (1958) ابنة قدور الصرارفي ورثت عن أبيها الموسيقى، وهي عازفة كمان معروفة في المحافل الدولية. صاحبة فرقة «العازفات» المشهورة تكشف للدوحة ذكريات عن والدها قائلة: «نحن سبعة أطفال، ولدان هما نوفل، وماهر، وخمس بنات، هن عايدة (توفيت مؤخراً عن سن 60 عاماً)، وأمل، وأمينة، وهندة، وليليا». وتضيف أمينة: «أمي لم تدرس قَطّ الموسيقى، ولكنها كانت محبّة كبيرة للموسيقى، أحبت والدي، واحترمته كثيراً. سَجَّلَني أبي في معهد الموسيقى، ورغم أنه لم يدفعني إلى اختيار آلة الكمان إلا أنني اخترته، وتخصَّصت فيه منذ البداية، وحين نجحت في السنة الأولى أعطاني الكمان الخاص به، ولم يفارقني من وقتها».
كان الصرارفي معلّماً وأباً، وتشير أمينة إلى أنها لم تعش فترة طويلة مع والدها، فقد مات وهي في عمر 19 سنة، ولكن الفترة التي عاصرت فيها الابنة والدها تعلَّمت خلالها أشياء كثيرة، فقد كانت تحضر جميع البروفات والحفلات التي كان يقيمها، وخلالها لاحظت أمينة دقة والدها في القيادة والعزف على آلة الكمان. كان معلِّماً عظيماً، شَجَّعَ طلابه، وأبدى اهتمامه بهم، لذلك فالجميع يحبّونه، تقول أمينة بصوت خافت مسترجعة حنان الأب وعلاقتها القوية به؛ وتقول أول قائدة فرقة موسيقية في تونس وفي العالم العربي: «منذ أن كنت طفلة كان يأخذنا كل نهاية أسبوع لزيارة الأماكن التاريخية والمتاحف، فقد كان غرامه الثاني بعد الموسيقى هو الصور الفوتوغرافية. وهذا جانب فني أخر خفي في والدي لا يعرفه الكثيرون».
كان الصرارفي، في أثناء التلحين، يغلق الباب ولا ينتبه لما كان يحدث في المنزل. وتذكر أمينة نقلاً عن أمها الجزائرية الأصل كيف كان بيت العائلة قبلة للعديد من الزوار، من فنانين وصحافيين وشعراء وكتاب من المغرب العربي. وقد وصل الأمر إلى اتّخاذ البيت مقراً لفرقة فنون جبهة التحرير الوطني الجزائرية في ستينات القرن الماضي.
الشاعر المتميِّز رضا الخويني من الأصدقاء المقرَّبين للفنان قدور الصرارفي، عاصره، وعاشره، وكتب له العديد من الأغاني. وعن بداية علاقته بالصرارفي يقول: «علاقتي بالفنان قدور الصرارفي بدأت من خلال الإذاعة التونسية، وتحديداً مع فرقة ففالإذاعة سنة 1957 حيث كنت ضمن نخبة من الشعراء الذين يكتبون لهذه الفرقة إلى جانب الشاعر عبد المجيد بن جدو، ومحمود بورقيبة. كتبت بعض القطع لقدور الصرارفي إلى أن توطّدت هذه العلاقة سنة 1962 وهو تاريخ إعلان إيقاف إطلاق النار في الجزائر. كتبت له أغنيتين بهذه المناسبة: الأولى تحمل عنوان «قولوا تحيا بلاد الجزائر» لحَّنها قدور الصرارفي، وغنّاها الفنان مصطفى الشرفي، وقطعة ثانية اسمها «بعد الحديد والنار نصر الجزائر صار» وقد سُجِّلت بصوت الفنان الجزائري أحمد راشد. وتوالت العلاقة بيننا وأصبحت علاقة صداقة وعشرة، تُوِّجَت بالعديد من الأغاني، أذكر منها أغنيتين لعلية هما «الأم»، و«تونس»، وأغنية تحت اسم «تحية للمغرب» غَنَّتها الفنانة نعمة سنة 1966، وأغنية «يوم الجلاء يا شعب» بصوت توفيق الناصر. وما يلفت الانتباه في علاقتي الفنية مع قدور الصرارفي كون أغلب الأغاني التي تعاملنا فيها معاً هي أغانٍ وطنية».
ويضيف رضا الخويني للدوحة قائلاً: «قدور الصرارفي كان فنّاناً بكل ما تعنيه هذه الكلمة من معنى، كان فنّاناً في هندامه الذي كان يختاره بعناية حيث كان أنيقاً، ويحرص على الظهور في أبهى حُلّة، كما كان يعشق العطور الفاخرة، ويستعملها كثيراً، كما كان بأخلاقه العالية وتعاملاته مع زملائه وأصدقائه وعائلته، وهذا ما لاحظته من خلال صداقتي وتعاملي معه حيث كان كريماً ولطيفاً وبشوشاً دائماً. وكان فناناً حريصاً في اختياراته للكلمات التي يلحِّنها. يحبذ الخلوة والابتعاد عن الضجيج حين يكون مهموماً بعمل جديد».
وقد كتب الخويني مرثيّة جميلة في صديقه قدور الصرارفي بمناسبة المئوية، وجاءت أبياتها على لسان ابنته أمينة: «من يوم خيالك غاب عن عينينا/ خليت صورة ثابتة في خيالي/ محال ننسى يا عزيز علي/ أيام صغري وعزتي ودلالي/ صنت الأمانة بعدك/ يا والدي وكسبت ثقة ودك/ وحافظت علي خذيتها من يدك/ كمنجتك من يوم ما أهديتها لي/ بيها الحنين وليك أنت وحدك/ برضاك عليّ دنيتي تزهالي».